# Something More
"Something More" é uma canção da banda americana de rock Train. É o segundo single do álbum Drops of Jupiter. O video clipe foi dirigido por Marc Smerling.

## Faixas

### CD single da Austrália de 2001
1. "Something More" (pop mix)
2. "I Wish You Would" (ao vivo)
3. "Eggplant" (ao vivo)
4. "Free" (ao vivo)

### CD single Europeu de 2001
1. "Something More" (versão do álbum)
2. "Drops of Jupiter (Tell Me)" (ao vivo)
3. "I Wish You Would" (ao vivo)
4. "Eggplant" (ao vivo)

## Paradas musicais
| Paradas (2001)                    | Melhor posição |
| --------------------------------- | -------------- |
| Billboard Hot Adult Top 40 Tracks | 20             |
| Austrália Singles Chart (ARIA)    | 87             |